# Алехандро Давидович Фокина
Алехандро Давидович Фокина (на испански: Alejandro Davidovich Fokina) е испански тенисист. 

## Биография
Алехандро Давидович Фокина е роден на 5 юни 1999 г. в Ринкон де ла Виктория, Испания. Баща му Едуард Марк Давидович е с шведско-руски произход, а майка му Татяна Фокина е рускиня. Баща му е бил боксьор. Алехандро има брат Марк. Алехандро Давидович Фокина започва да играе тенис с баща си на тригодишна възраст. Когато навършва пет, се записва на тренировки.

## Кариера
Алехандро Давидович Фокина достига до най-високо класиране на сингъл в ATP ранглистата, до номер 21 в света, на 21 август 2023 г., на двойки достига до номер 196 на 21 февруари 2022 г. Към февруари 2025 г. той е испански играч номер 6.

## Кариерна статистика

#### Финали натурнири от сериите Мастърс(1)
| година | турнир              | съперник във финала | резултат      |
| ------ | ------------------- | ------------------- | ------------- |
| 2022   | Монте Карло Мастърс | Стефанос Циципас    | 3–6, 6–7(3–7) |

### ATP финали (0 титли; 4 финала)
|        | П–З | Година | Турнир              | Клас         | Настилка | Опонент           | Резултат           |
| ------ | --- | ------ | ------------------- | ------------ | -------- | ----------------- | ------------------ |
| Загуба | 0–1 | 2022   | Монте Карло Мастърс | Мастърс 1000 | Клей     | Стефанос Циципас  | 3–6, 6–7(3–7)      |
| Загуба | 0–2 | 2025   | Делрей Бийч         | 250 серии    | Твърда   | Миомир Кецманович | 6–3, 1–6, 5–7      |
| Загуба | 0–3 | 2025   | Мексико Оупън       | 500 серии    | Твърда   | Томаш Махац       | 6–7(6–8), 2–6      |
| Загуба | 0–4 | 2025   | Вашингтон Оупън     | 500 серии    | Твърда   | Алекс де Минор    | 7–5, 1–6, 6–7(3–7) |